# Arraya de Oca
Arraya de Oca település Spanyolországban, Burgos tartományban. Arraya de Oca Atapuerca, Villaescusa la Sombría, Cerratón de Juarros, Villafranca Montes de Oca és Arlanzón községekkel határos. Lakosainak száma 53 fő (2024).

## Népesség
A település lakosságának változását az alábbi diagram mutatja:
| Lakosok száma | 53   | 53   | 51   | 48   | 56   | 47   | 43   | 49   | 46   | 53   |
|               | 2001 | 2004 | 2006 | 2009 | 2011 | 2014 | 2016 | 2019 | 2021 | 2024 |